# Egy apró szívesség
Az Egy apró szívesség (Thank You So Much) a Született feleségek (Desperate Housewives) című amerikai filmsorozat harmincnyolcadik epizódja. Az Amerikai Egyesült Államokban először az ABC (American Broadcasting Company) adó sugározta 2006. február 19-én.

## Az epizód cselekménye
Bree egy magányosan töltött este után - kissé kapatosan - a háza előtti virágágyásban tölti az éjszakát. Zach egyre többet érdeklődik az igazi szülei után, amit Paul nem vesz túl jó néven. Eközben pedig - miután Felicia Tilman mindenről beszámolt Noah Taylor-nak - a haldokló férfi a meglehetősen kétes hírű Sullivan nyomozó segítségével próbálja felkutatni az unokáját. Lynette teljesen magán kívül lesz, amikor szembesül a ténnyel, hogy Tom Mrs. McCluskey-t hívja a gyerekekhez bébi-csősznek, és inkább Bree-t kéri meg, hogy segítsen. Gabrielle anyja feltűnik a színen, és alaposan felkavarja a kedélyeket a Solis házban. Edie jegygyűrűt és házassági szerződést talál Karl táskájában, és rögtön érteni véli a helyzetet, vagyis inkább félreérteni. Zach kihallgat egy beszélgetést, melyből számára döbbenetes információhoz jut. Lynette pedig csak lassanként méri fel, hogy milyen nagy is a gond Bree háza táján.

## Mellékszereplők
- Maria Conchita Alonso - Lucia Marquez
- Harriet Sansom Harris - Felicia Tilman
- Kathryn Joosten - Karen McCluskey
- Jay Harrington - Dr. Ron McCready
- Bob Gunton - Noah Taylor
- Nick Chinlund - Sullivan nyomozó
- Gwendoline Yeo - Xiao-Mei
- Jo Marie Payton - Charlene
- Carlo Michael Mancini - Operaénekes
- Dominic Pace - Tony
- David Pevsner - A Chez Naomi pincére
- Maura Soden - Dr. Whitney

## Mary Alice epizódzáró monológja
- A narrátor, Mary Alice monológja az epizód végén így hangzik (a magyar változat alapján):

„Olykor-olykor mindannyiunknak elkel egy kis segítség. Ilyenkor apró szívességeket kérünk. De mindig jó óvakodni azoktól, akik oly lelkesen sietnek a megmentésünkre. Mert még a legapróbb szívességen is ott figyeg az árcédula. Igen. Az ember már csak ilyen számító lény - akármit is  mondjon. És azokban a ritka esetekben, amikor egy tett mögött nincs semmi hátsó szándék, annyira elvakít a döbbenet, hogy képtelenek vagyunk meglátni az igazságot: azt, hogy egy szerető barát milyen óriási szívességet tett nekünk.”

## Epizódcímek szerte a világban
- Angol: Thank You So Much (Nagyon köszönöm!)
- Francia: Une nounou pas franchement d'enfer
- Lengyel: Mała przysługa (Egy apró szívesség)
- Német: Ein kleiner Gefallen (Egy apró szívesség)